# 李萍 (1955年)
李萍（1955年11月—），女，山西新绛人，中华人民共和国政治人物，曾任中华人民共和国财政部教科文司司长、预算司司长，国有重点大型企业监事会主席。